# 10733 Georgesand
10733 Georgesand eller 1988 CP1 är en asteroid i huvudbältet som upptäcktes den 11 februari 1988 av den belgiske astronomen Eric W. Elst vid La Silla-observatoriet. Den är uppkallad efter den franska författaren Amantine Lucile Aurore Dupin, som använde sig av pseudonymen George Sand.
Asteroiden har en diameter på ungefär 6 kilometer och den tillhör asteroidgruppen Koronis.